# Disease (Lady Gaga)
Disease è un singolo della cantautrice statunitense Lady Gaga, pubblicato il 25 ottobre 2024 come secondo estratto dall'ottavo album in studio Mayhem.

## Antefatti e pubblicazione
Lady Gaga ha parlato per la prima volta di nuova musica nel 2024, dicendo che stava «scrivendo alcune delle migliori musiche da quando ha memoria» e ha pubblicato uno scatto in uno studio di registrazione nel luglio 2024. Dopo l'uscita di Die with a Smile, una collaborazione con il cantante americano Bruno Mars, il 16 agosto, l'anteprima del suo film del 2024 Joker: Folie à Deux con Joaquin Phoenix, e solo quattro settimane dopo l'uscita dell'album che accompagna il film, Harlequin, ha confermato che il singolo principale del suo prossimo album sarebbe stato pubblicato in ottobre.
Il 18 ottobre 2024, le piattaforme di streaming hanno aggiornato la discografia dell'artista con sette diversi brani della sua discografia per pronunciare la parola "Disease", alludendo a un progetto imminente. Tre giorni dopo, l'uscita del singolo è stata confermata dalla sua etichetta attraverso un sito web. Oltre all'annuncio, Lady Gaga ha anche rivelato il testo della canzone e il logo ufficiale, condividendo un poster promozionale insieme alle date di uscita globali e all'ora esatta sul suo X lo stesso giorno.

## Descrizione
Musicalmente si tratta di un brano elettropop industriale, synth pop e dance con influenze rock. I critici hanno trovato Disease tematicamente simile ai precedenti singoli della cantautrice Bad Romance (2009) e The Cure (2017) ed è stato osservato come un «ritorno alla forma», che ricorda i suoi primi lavori.

## Accoglienza
Disease ha ricevuto recensioni positive dai critici musicali, che lo considerarono un ritorno alle radici pop dell'artista. I giornalisti di Consequence l'hanno nominata la canzone della settimana al momento dell'uscita, descrivendola come «un promemoria di quattro minuti che la musica pop è il luogo in cui tanti elementi della performance hanno l'opportunità di fondersi». In una recensione a cinque stelle, India Block dell'Evening Standard ha definito Disease un'«esplosione gotica perfetta per la stagione spettrale» e ha elogiato la voce dell'interprete, la produzione e i temi religiosi. Murray ha dato alla canzone un punteggio di 9/10, definendola una «selvaggia esplosione di musica pop outsider». In una recensione positiva, Bianca Betancourt dell'Harper's Bazaar ha descritto Disease come «il classico di Gaga nel miglior modo possibile» e l'ha considerata una versione «più tagliente e matura» di Bad Romance.
Alexa Camp e O'Connor di Slant Magazine hanno descritto il testo come «cliché» ma hanno elogiato la produzione, allo stesso tempo, O'Connor ha affermato che il pezzo è il «migliore di Lady Gaga da molto tempo» nella sua recensione a quattro stelle. Petridis ha dato alla canzone 4 stelle su 5 e ha elogiato la produzione della canzone e la capacità di «evocare ricordi di Gaga della fine degli anni zero e di adattarsi ancora al clima disordinato e post-Brat pop» attraverso il suo umore e il suo suono eccessivi. In una classifica dell'intero catalogo dell'artista, Kristen Hé di Vulture ha piazzato il brano al numero 15, affermando che Lady Gaga «non è più consumata dall'oscurità ma ne ha il controllo».

## Video musicale
Il video, diretto da Tanja Muïn'o e coreografato da Parris Goebel, è stato reso disponibile il 29 ottobre attraverso il canale YouTube della cantante. Il video, riconosciuto con l'MTV VMAJ al miglior video solista internazionale, si svolge in un quartiere di periferia e vede Lady Gaga confrontarsi con diverse versioni di se stessa e cercare di riprendere il controllo delle sue paure più profonde e personificate.

## Tracce
Testi di Stefani Germanotta, Michael Polansky, Henry Walter e Andrew Wotman, musiche di Stefani Germanotta, Henry Walter e Andrew Wotman.
Download digitale, streaming – 1ª versione
1. Disease – 3:49

Download digitale, streaming – 2ª versione
1. Disease – 3:49
2. Disease (The Poison Live) – 4:51
3. Disease (The Antidote Live) – 4:34
4. Disease (The Poison Live Instrumental) – 4:51
5. Disease (The Antidote Live Instrumental) – 4:34

## Classifiche

### Classifiche settimanali
| Classifica (2024-25) | Posizione massima |
| -------------------- | ----------------- |
| Australia            | 39                |
| Austria              | 52                |
| Bielorussia          | 30                |
| Brasile              | 21                |
| Canada               | 28                |
| Estonia              | 48                |
| Finlandia            | 40                |
| Francia              | 66                |
| Germania             | 70                |
| Grecia               | 6                 |
| Irlanda              | 11                |
| Italia               | 53                |
| Kazakistan           | 7                 |
| Lettonia             | 14                |
| Libano               | 9                 |
| Lituania             | 26                |
| Moldavia             | 150               |
| Paesi Bassi          | 54                |
| Polonia              | 43                |
| Portogallo           | 25                |
| Regno Unito          | 7                 |
| Repubblica Ceca      | 58                |
| Russia               | 8                 |
| Slovacchia           | 40                |
| Spagna               | 58                |
| Stati Uniti          | 27                |
| Svezia               | 53                |
| Svizzera             | 27                |
| Ucraina              | 49                |

### Classifiche di fine anno
| Classifica (2024) | Posizione |
| ----------------- | --------- |
| Russia            | 194       |